# Korintský spolek
Korintský spolek, resp. Helénský spolek (z řeckého Ἑλληνικός, Hellenikos), byl svaz řeckých států vytvořený makedonským králem Filipem II. na přelomu let 338 a 337 př. n. l. za účelem tažení proti Persii. Samotný název byl vytvořen až moderními historiky a pochází od názvu místa konání (Korintu) shromáždění zástupců účastnících se řeckých států neboli Synedrionu.
Při vstupu do spolku byly ústavy členů, které v té době byly v platnosti, nadále garantovány. Spolek měl chránit své členy před případným nebezpečím ze strany cizích států. Zároveň měl každý stát udržovat armádu, jejíž velikost by odpovídala velikosti daného státu. Vůdcem spolku byl prohlášen král Filip, který zároveň udržoval své vojenské posádky v Korintu, Thébách a Athénách. Tuto silnou pozici mu zaručilo vítězství nad thébskými a athénskými vojsky v bitvě u Chaironeie roku 338 př. n. l.
Spolek řeckých států však nebyl zpočátku kompletní. Z významných řeckých států zůstala stranou Sparta, než byla donucena k připojení se ke spolku po porážce v bitvě u Megalopolis v roce 331 př. n. l.